# Winterpalais (Gotha)

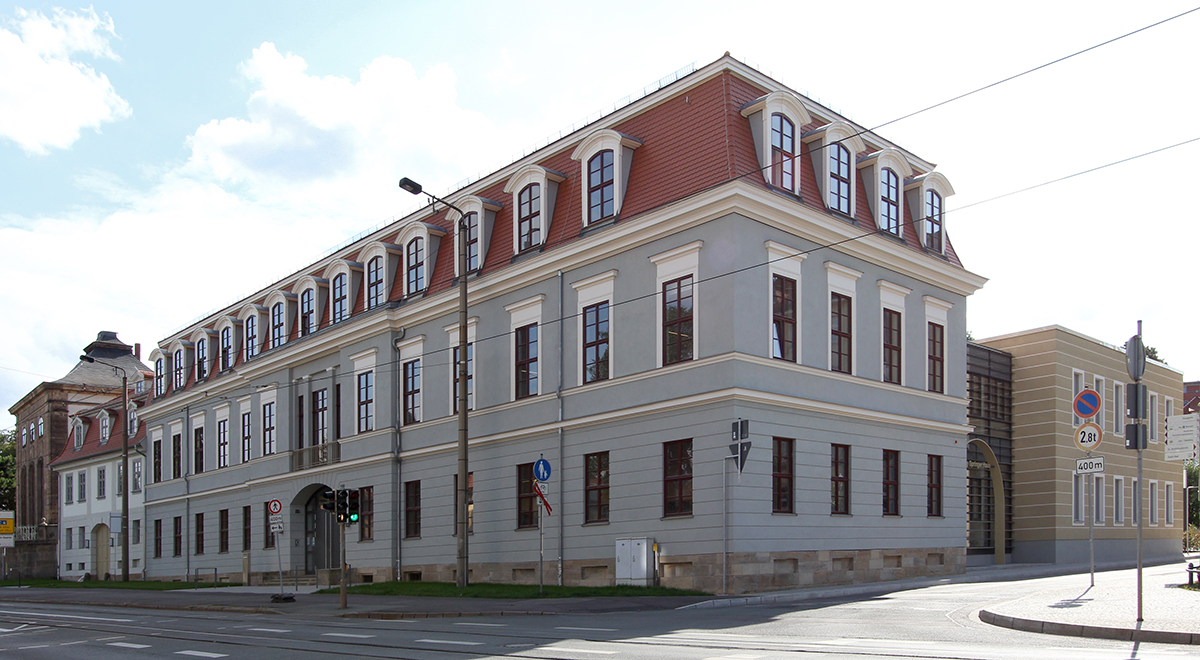
Das rekonstruierte Winterpalais in Gotha (2014)

Das Winterpalais in Gotha, Friedrichstraße 2, war ein überwiegend 1822 erbautes klassizistisches Stadtschloss und ein bedeutendes Kulturdenkmal. Es wurde 2010 zu weiten Teilen abgerissen und durch einen 2014 fertiggestellten Neubau ersetzt.

## Geschichte

### Vorgängerbauten seit 1730

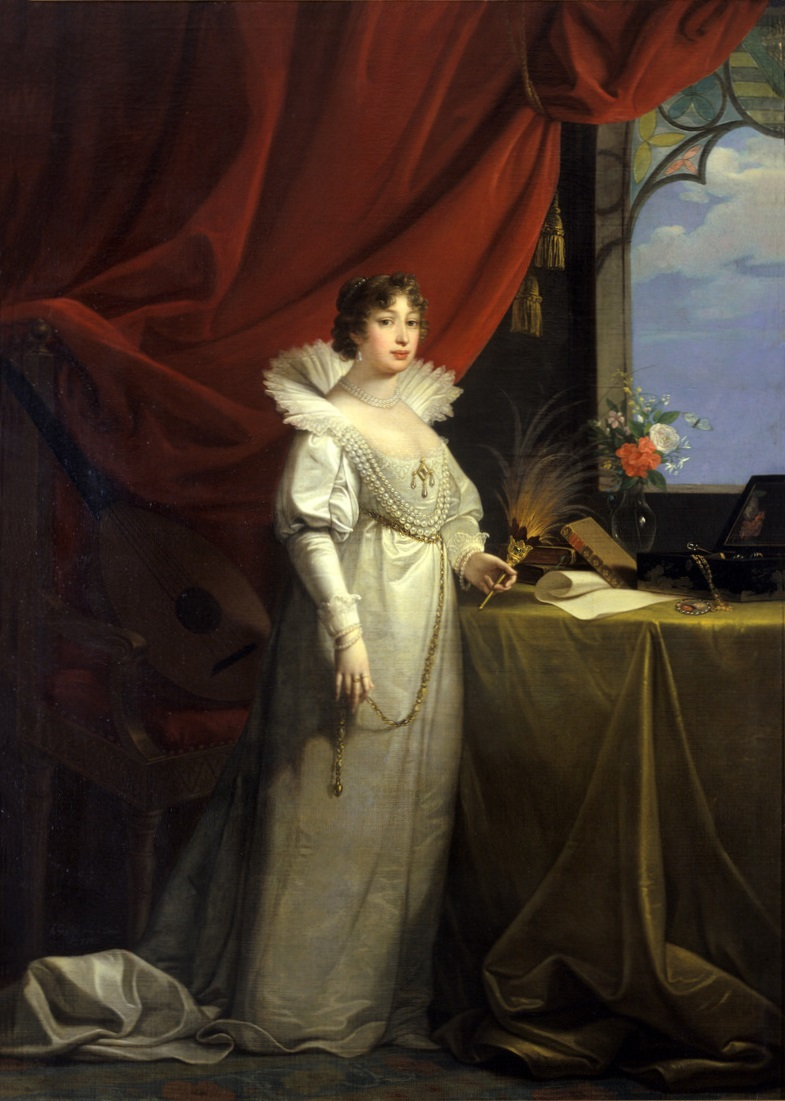
Herzogin Caroline Amalie von Sachsen-Gotha-Altenburg 1804 (Josef Maria Grassi)

Vorgängerbauten des Winterpalais sind bereits auf einer um 1730 erstellten Stadtansicht von Gotha zu erkennen. Damals befand sich das Grundstück außerhalb der Stadtbefestigung vor dem mit Nr. 25 bezeichneten Siebleber Tor. Um 1790 wohnte dort der Hofmarschall Eberhard S. von Frankenberg (1731–1797), ein Cousin des bekannteren Staatsministers dreier Herzöge, Sylvius Friedrich Ludwig von Frankenberg (1728–1815).
1798 erwarb Herzog Ernst II. von Sachsen-Gotha-Altenburg (1745–1804) das Wohnhaus vor der Siebleber Barriere von der Witwe des verstorbenen Hofmarschalls von Frankenberg, um es als Gästehaus zu nutzen.
1802 heiratete sein Sohn und Nachfolger, Emil August von Sachsen-Gotha-Altenburg (1772–1822), Caroline Amalie von Hessen-Kassel, nachdem seine erste Frau Luise Charlotte zu Mecklenburg 15 Tage nach der am 20. Dezember 1800 erfolgten Geburt ihrer Tochter Luise von Sachsen-Gotha-Altenburg gestorben war. Am 20. April 1804 starb Herzog Ernst II., und sein Sohn Emil August übernahm die Regierung.
Nach der Besetzung Hessen-Kassels durch Napoleon 1806 floh das Kurfürstenpaar ins Exil. Während sich Wilhelm I. mit seiner Mätresse u. a. in Schleswig und Prag aufhielt, verbrachte Wilhelmine Karoline diese Jahre bei ihrer jüngeren Tochter Caroline Amalie in Gotha. Von ihrem Schwiegersohn Herzog August wurde die Kurfürstin zeitweise im Winterpalais untergebracht, das 1811 zu diesem Zwecke wesentlich erweitert wurde, indem das zwischen ihm und dem Hofgärtnerhaus gelegene kleinere Wohnhaus miteinbezogen wurde. Zudem erfolgte rückwärtig ein Anbau zur Unterbringung der Dienerschaft.
1813 musste Napoleon zurück nach Frankreich fliehen, und das hessische Kurfürstenpaar kehrte am 21. November nach Kassel zurück. Das Winterpalais wurde nun immer öfter von Herzogin Caroline bewohnt. Der Grund hierfür kann in einer wachsenden Entfremdung von ihrem Gatten Herzog Emil August gesehen werden, mit dem die Ehe kinderlos blieb und der ihr durch sein sonderbares Verhalten mancherlei Unannehmlichkeiten bereitet haben soll. Die Herzogin hielt es daher offenbar für angebracht, sich aus der Öffentlichkeit zurückzuziehen.
1821 schenkte Herzog Emil August seiner Frau Caroline das Winterpalais und das gegenüberliegende Schloss Friedrichsthal als Sommerresidenz nebst dem zugehörigen Garten und Grottengelände, dem benachbarten Orangeriegarten und dem Teeschlösschen.

### Erweiterung und Neugestaltung 1822–1823, Nutzung als Witwenpalais

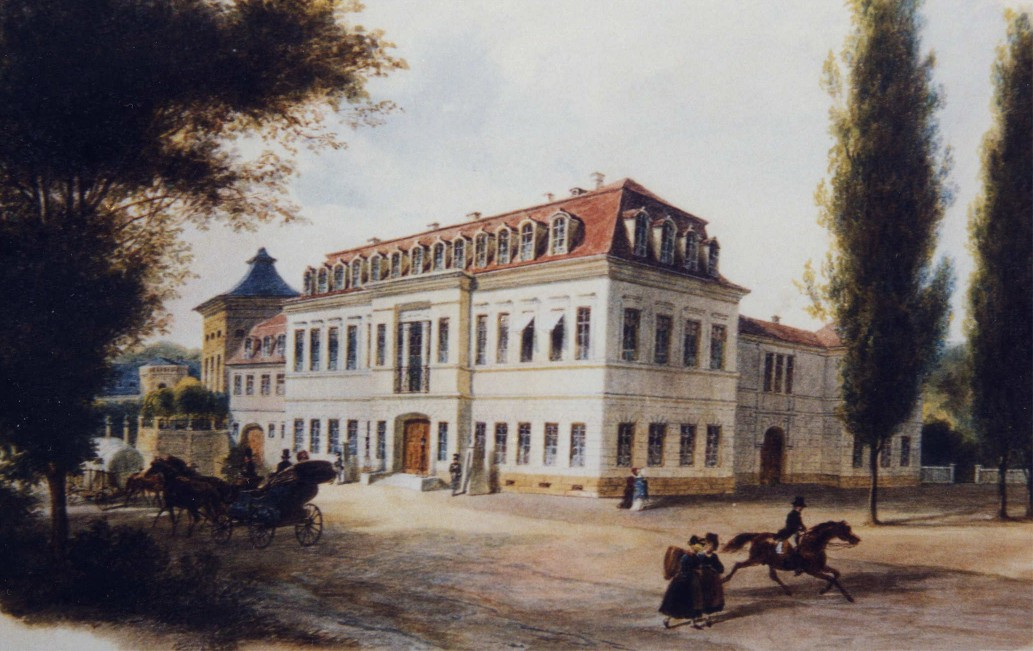
Ansicht um 1840 (Heinrich Justus Schneider)

Schlaf- und Ankleidezimmer um 1848 (Ferdinand Rothbart)

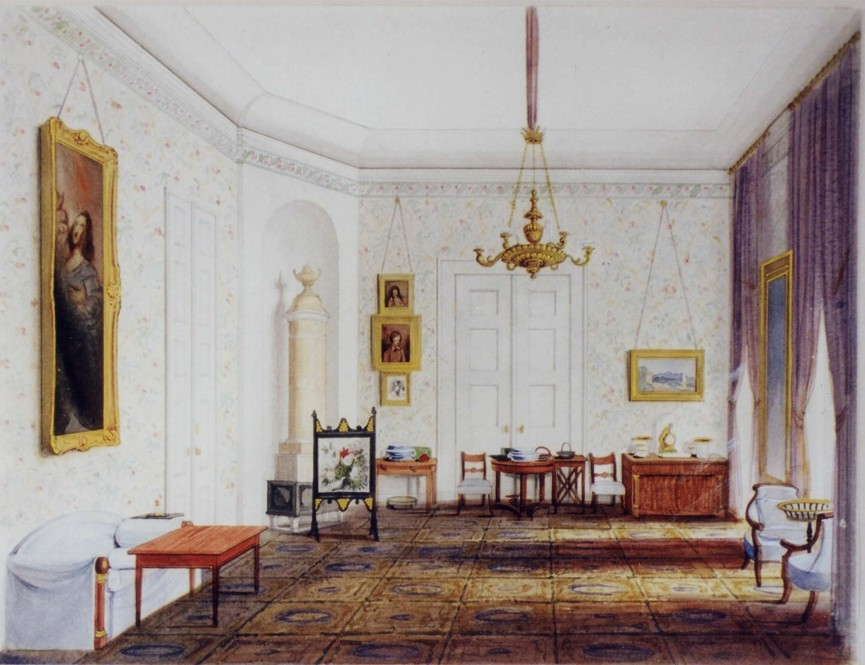
Frühstückszimmer um 1848 (Ferdinand Rothbart)

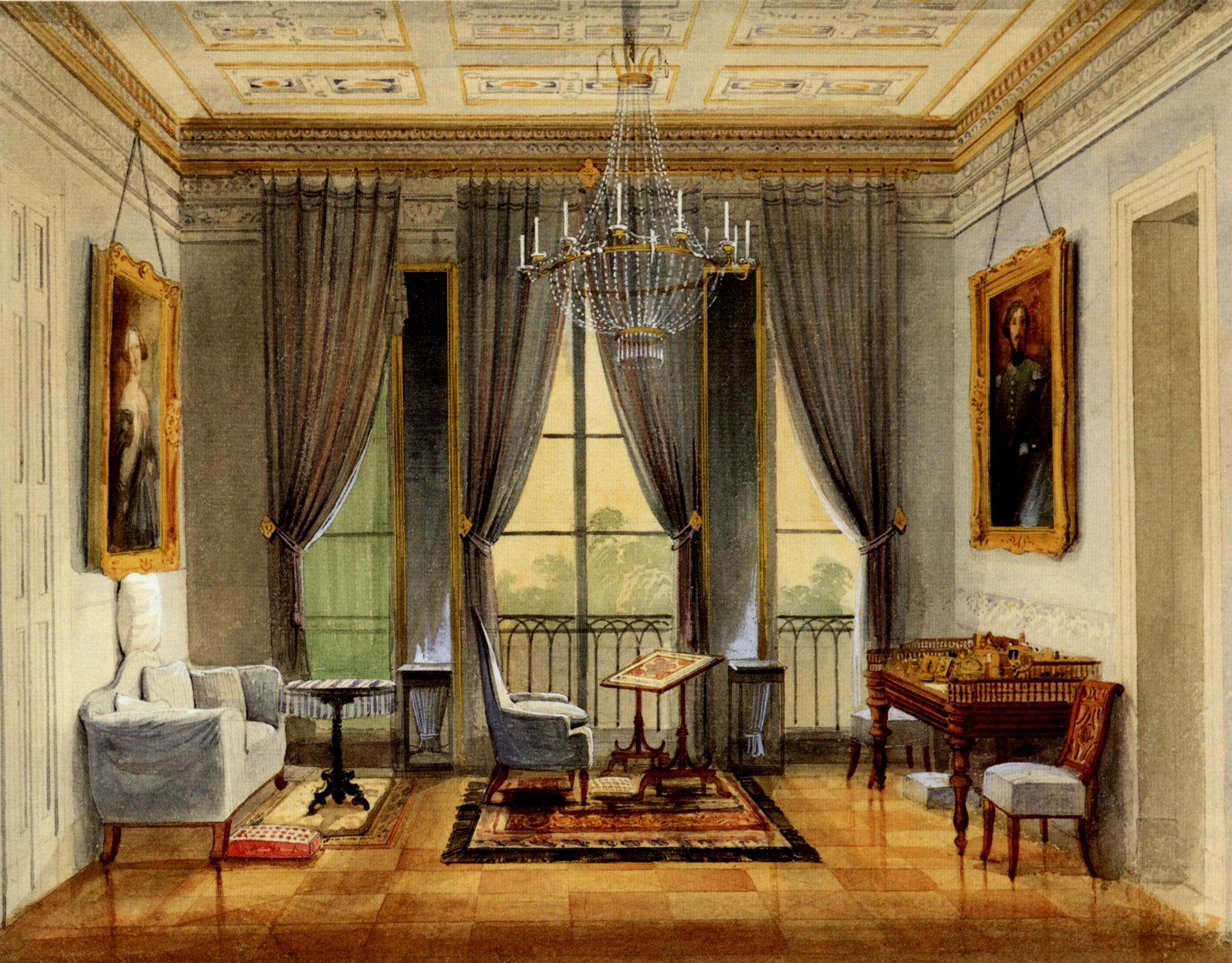
Das Balkonzimmer des Winterpalais, um 1848 (Ferdinand Rothbart)

Am 17. Mai 1822 starb Herzog Emil August, sein ihm in der Regierung folgender Bruder Friedrich IV. bestätigte die Geschenke. Bereits einige Wochen später, am 8. August, legte Hofbaurat Heinrich Andreas Poersch dem Oberhofmeister von Scheliha einen „unterthänigen Bericht betreffend: den Anbau an das vormals von der Churfürstin von Hessen, königl. Hoheit bewohnte Haus an der Siebleber Barriere und dessen Einrichtung zum Wohngelass der verwitweten Frau Herzogin Hoheit“ vor. Danach wünschte die Herzogin einen Anbau an das Wohnhaus, ein neues Waschhaus, neue Remisen und Stallungen. Erforderlich seien 38 heizbare Zimmer mit Einschluss eines Speisesaals in der Größe wie der in Friedrichsthal befindliche, 25 Kammern und Kabinetts, eine Remise für vier Wagen, eine Stallung für acht Pferde, ein Waschhaus, eine Rollstube, eine Plättstube und ein Holzschuppen. Pörsch erklärte, dass sich ein Anbau mit Bedachtnahme auf Geschicklichkeit und mit möglicher Kostenersparnis nur am nördlichen Giebel in der Hauptfront des Hauses fortsetzen lasse. Drei Baupläne unterbreitete Pörsch dem Herzog. In Betracht kam nur Plan III, weil der Kostenanschlag nicht mehr als 8475 Taler erforderte. Am 19. August 1822 genehmigte Herzog Friedrich diesen Plan. Dabei wurden auch einige Wünsche der Herzogin, die Inneneinrichtung betreffend, bewilligt, trotz des Mehraufwandes von einigen tausend Talern.
1823 wurde der Bau weitgehend in der Form, wie er noch heute vorhanden ist, abgeschlossen. Durch die nördliche Verlängerung, die entsprechende Vergrößerung des Zwischenbaus zum Hofgärtnerhaus, den nach Westen abknickenden Seitenflügel mit einer Durchfahrt, den Einbau eines Treppenhauses und die umfassende Neugestaltung der Fassaden im klassizistischen Stil war praktisch ein Neubau entstanden. Lediglich im Keller und Sockel an der Hofseite wurden noch Reste der Vorgängerbauten erhalten. Am 24. November 1823 wandte man sich den Freianlagen zu, und die Hofkammer beschloss, dass der auf der Nordseite des Palais liegende, durch den gegenwärtigen Bau wüst gewordene Platz schließlich wieder in Ordnung gebracht werden sollte. Mit diesen Arbeiten sowie der Anlage eines „lebenden Zaunes“ aus zwölf Schock junger Linden wurde Obergärtner Johann Rudolph Eyserbeck beauftragt.
Im August 1845 besuchten die britische Königin Viktoria und ihr Mann Prinz Albert Alberts geliebte Stiefgroßmutter Caroline im Winterpalais. Hierzu schrieb die Privilegirte Gothaische Zeitung: „Der Einzug war ebenso festlich wie rührend, denn jeder Gothaner freute sich herzinnig des Glückes, dessen die hochverehrte edle Fürstin, die verwitwete Herzogin Caroline Amalia theilhaftig werden sollte, die erhabene Gemahlin Ihres heißgeliebten Enkels, des Prinzen Albrecht, in ihre mütterlichen Arme zu schließen.“
Am 22. Februar 1848 starb die Herzoginwitwe Caroline im Winterpalais. Zur Erinnerung an seine Kindheit ließ Prinz Albert daraufhin durch Ferdinand Rothbart mehrere Aquarelle der Innenräume anfertigen, wie diese zu Lebzeiten seiner Großmutter aussahen.

### Nutzungsgeschichte seit 1848
Am 1. Dezember 1849 wurde Camillo von Seebach (1808–1894) als Staatsminister berufen und bezog einige Mansardenzimmer des Winterpalais, die er bis zu seiner Pensionierung 1888 bewohnte. Das Erdgeschoss und erste Obergeschoss wurden in den Folgejahren für das Department I des Herzoglichen Staatsministeriums und für das Statistische Bureau umgenutzt.
Auch sein Amtsnachfolger Gisbert von Bonin-Brettin (1841–1913) wohnte bis zu seiner Pensionierung 1891 im Winterpalais. Der nächste Staatsminister Carl Stenge (1843–1907) blieb jedoch in seinem eigenen Anwesen in der Gartenstraße 21 wohnen. Weitere Mieter waren 1880–1885 Oberst Malotki und Oberst von Westernhagen, 1887–1888 Königlich-Preußischer Oberstleutnant von Treskow, 1891 Freiherr Reinhard zu Berlin.
1896 bis 1900 betrieben die Schwestern Marie und Martha Seyfarth ein Pensionat im Winterpalais, in dem 1899 bis 1900 auch Architekt Richard Klepzig wohnte. Anschließend wurde das Haus wieder durch einen Minister bezogen, dem Rechtsanwalt Otto von Hentig (1852–1934), der unter anderem die noch bestehenden Zwischendecken aus gotisierenden Pappmaché einbauen ließ. Ihm folgte 1905 Hofmarschall Fritz von Rüxleben (1860–1923), der allerdings nur im Winter in Gotha wohnte und unter anderem die herzoglichen Hoftheater leitete. Er ließ das Haus 1905–1906 gründlich instand setzen.
Nach der Abdankung von Carl Eduard Herzog von Sachsen-Coburg und Gotha und Gründung des Freistaates Gotha im November 1918 wurde das Palais an verschiedene Einrichtungen vermietet: unter anderem die Kriegsbeschädigten-Fürsorge, die Kreisbücherei, die Kleinsiedlungsgesellschaft, die Landsiedlungsgesellschaft Sachsen-Weimar-Eisenach und die Handwerkskammer. Hierzu erfolgten 1920–1923 abermals Modernisierungsarbeiten am Gebäude.
1938 wurde es Verlagshaus der Thüringer Gauzeitung – Gothaer Beobachter und beherbergte eine Niederlassung der Wochenzeitung Der Stürmer. Hierzu wurde es abermals umgebaut und saniert: Der Balkon an der Südseite wurde abgebrochen und die Eingangshalle durch Hinzunahme der beiden in südliche Richtung gelegenen Räume vergrößert. Die Fassadenrustika im Erdgeschoss wurde durch einen neuen Glattputz ersetzt und der Eingang in neoklassizistischer Form verändert. Das Dach wurde mit roten Biberschwänzen neu eingedeckt.
1949 wurde das Winterpalais Niederlassung der DDR-Tageszeitung Das Volk, ein Organ der Bezirksleitung der SED im Bezirk Erfurt.

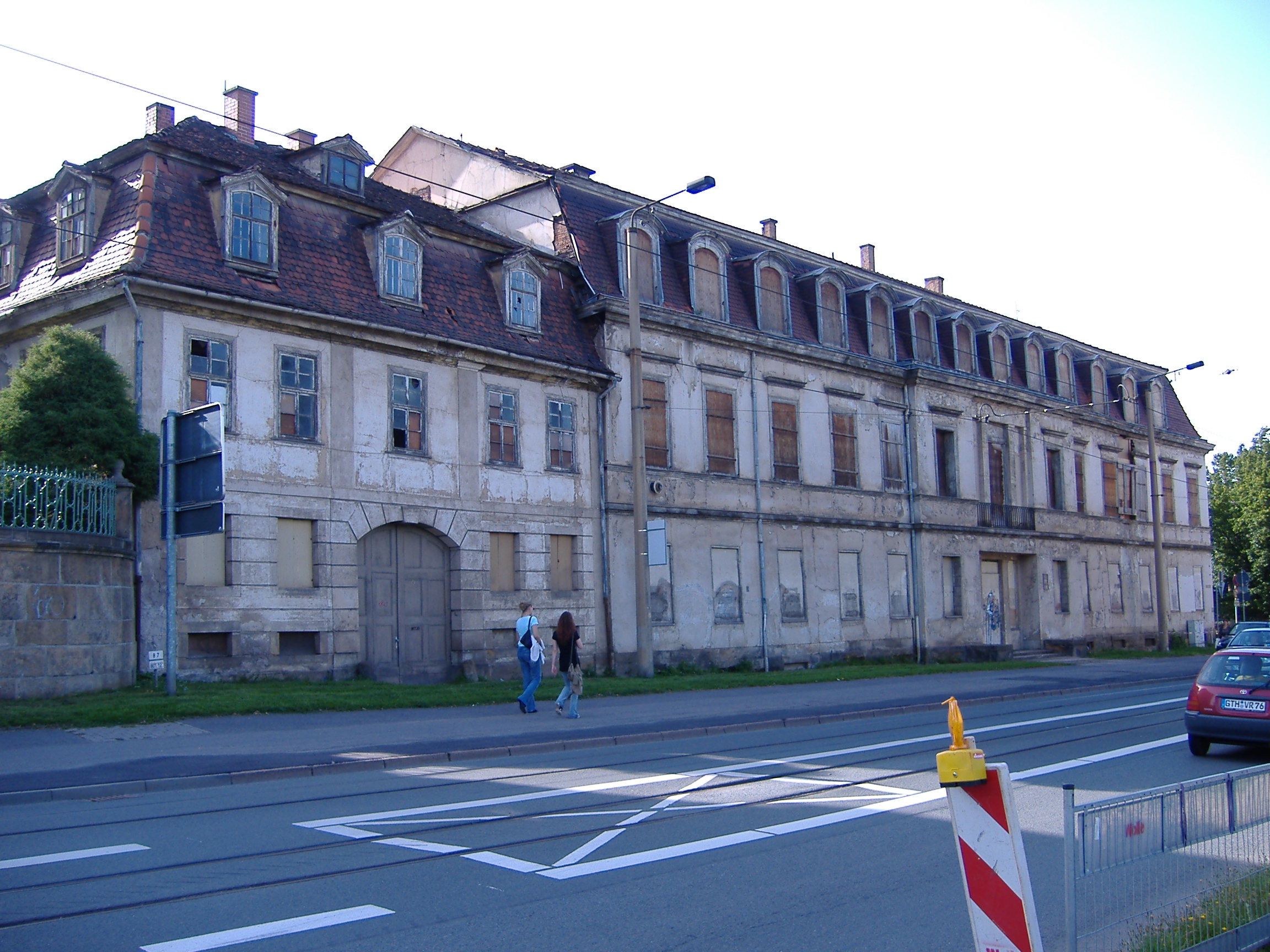
Zustand im Oktober 2010

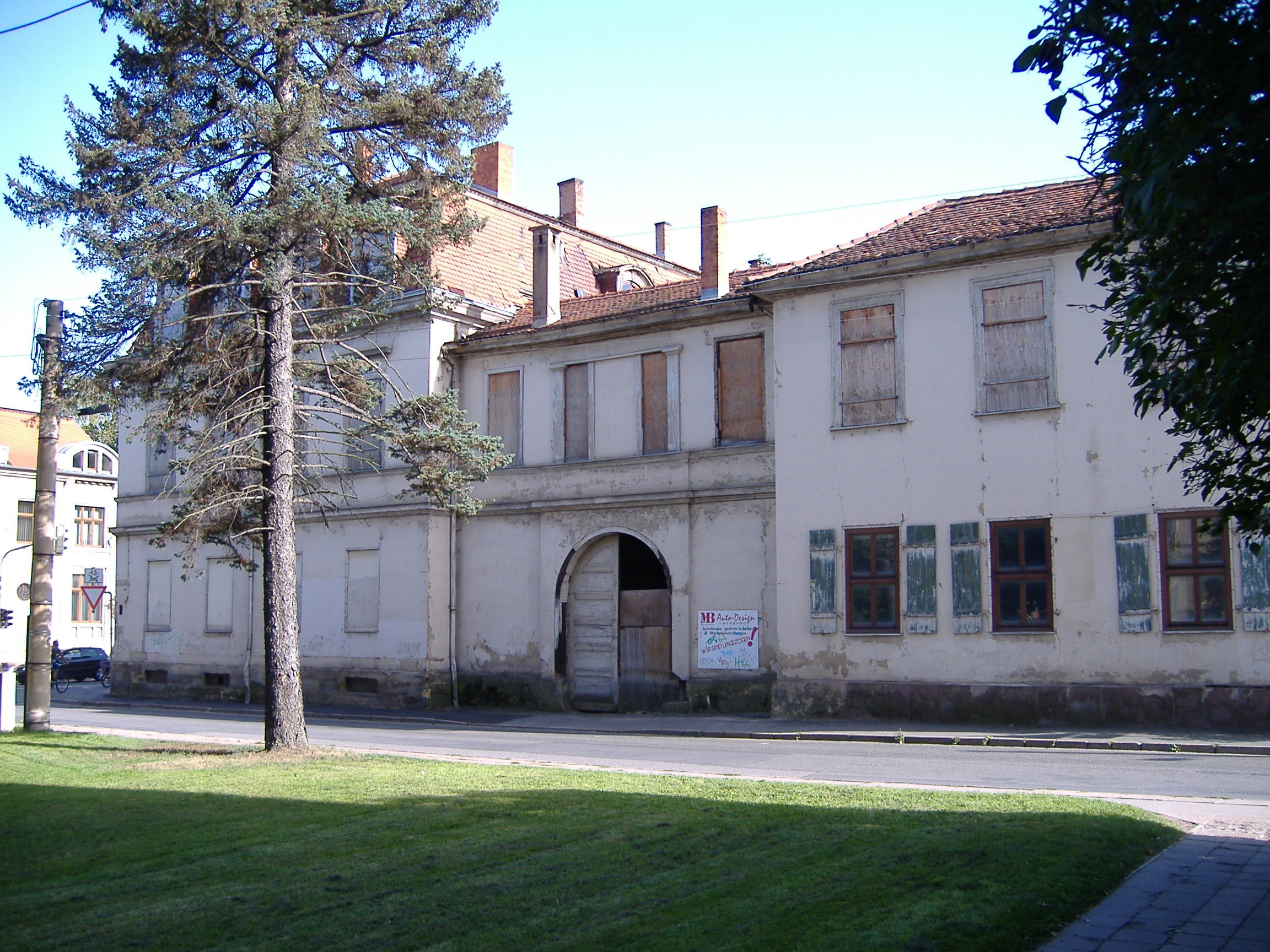
Seitenflügel im Oktober 2010

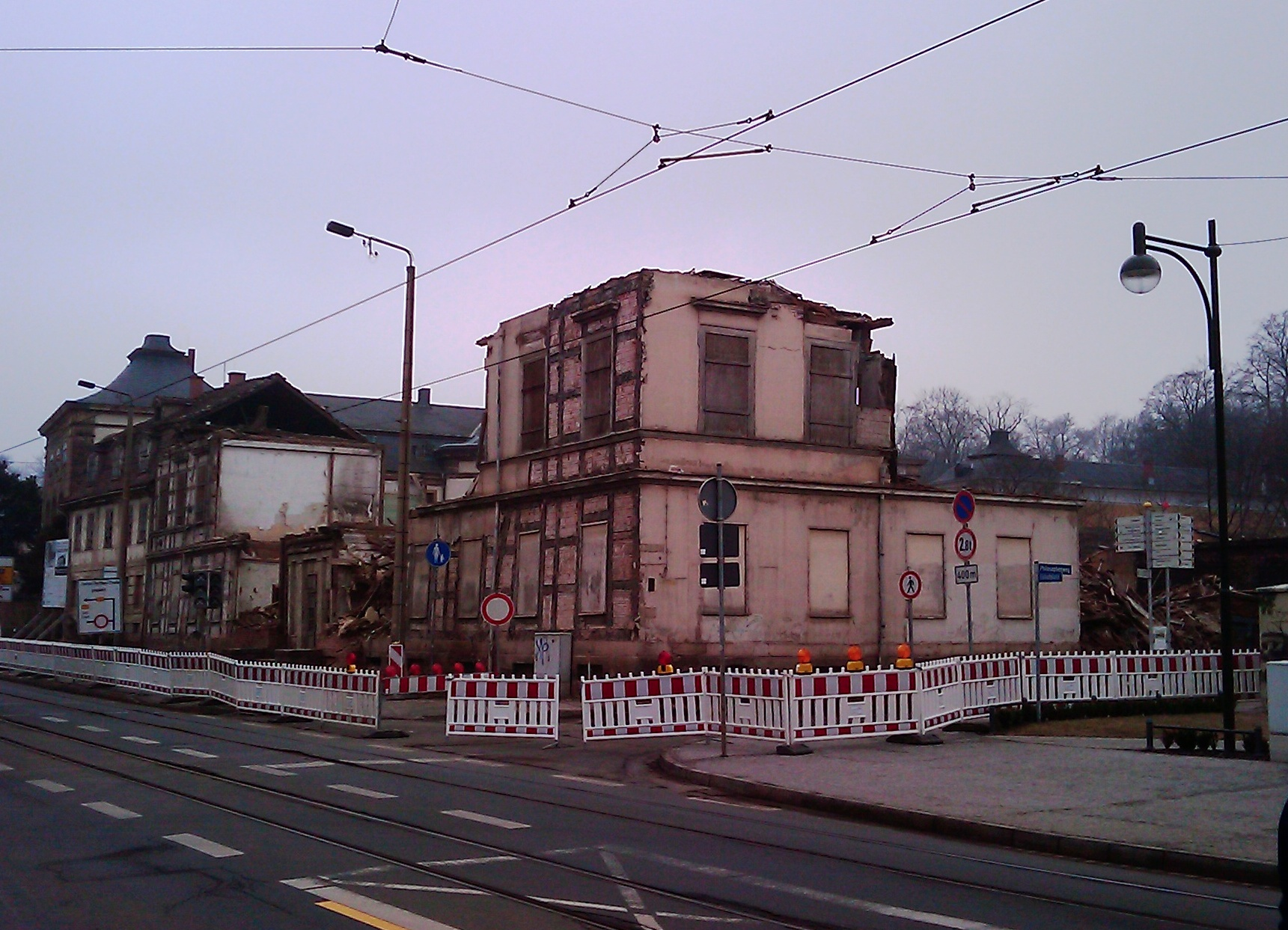
Zustand im März 2011 nach Teilabriss durch die Stadt

### Verfall seit 1990 und Abbruch
Mit der Wende ging das Winterpalais 1990 in das Eigentum der Stadt Gotha über. Die Zeitung Das Volk wurde durch die Essener Mediengruppe WAZ übernommen und als Thüringer Allgemeine weitergeführt. Nachdem ein Angebot der Thüringer Allgemeinen, auch die Immobilie Winterpalais für etwa 1.500.000 DM zu erwerben, von der Stadt abgelehnt worden war, gab die Zeitung den Standort auf. Danach nutzte der Gothaer Jugendclub das Winterpalais bis 1991 und hinterließ dort entsprechende Spuren. Die Räume wurden teilweise stark verwüstet und deren Wände beschmiert. Danach stand das Palais leer.
Da die zuletzt 1938 erneuerten Zinkblechabdeckungen und Kehlen allmählich korrodierten, und die Stadt jegliche Instandhaltungsmaßnahmen am Kulturdenkmal unterließ, drang schließlich laufend Regenwasser insbesondere an den Kehlen der Gauben und an der verdeckt aufgesetzten Kastenrinne in das Gebäude ein. Dabei wurde vor allem die oberen Rähmbalken, die die Deckenbalken mit der Fassade verbanden, sowie die Enden der Dachbalken und Sparren geschädigt. Im August 2006 lösten sich zwei Ständer des Obergeschosses und drohten, auf die Straße zu fallen. Anstatt die damals noch überschaubaren Schäden fachgerecht zu beheben und das Dach abzudichten, beschloss der Stadtrat von Gotha am 13. September 2006, den Abriss vorzubereiten. Nach energischen Protesten aus dem In- und Ausland teilte am 21. November 2006 der Oberbürgermeister Knut Kreuch dem Stadtrat und der Öffentlichkeit mit, das Winterpalais zunächst mit 50.000 Euro sichern zu lassen. Eine fachgerechte Abdichtung des Daches erfolgte allerdings nicht, so dass sich der Wassereintritt in das Gebäude fortsetzte. Wenig später wurde eine Planung zur Nutzung als Stadtbibliothek in Auftrag gegeben, die allerdings nur den Erhalt der Fassaden und dahinter eine vollständig neue Betonkonstruktion vorsah. Im April 2007 wurde der 1811 errichtete Dienerflügel hinter dem Hauptgebäude abgebrochen.
Im März 2011 begannen zur Überraschung der Öffentlichkeit die Abbrucharbeiten am Winterpalais. Laut Aussagen der Stadtverwaltung sollten die Straßenfassaden des Gebäudes erhalten und für den Wiederaufbau verwendet werden. Nach dem Abriss des 1823 errichteten Seitenflügels mit Tordurchfahrt wurden auch das Dach des Hauptgebäudes sowie die hofseitige Fassade abgebrochen. Dabei stürzte auch ein Großteil der straßenseitigen Fassade einschließlich des Mittelrisalits ein, da die Fassaden weder statisch gesichert noch vom Rest des Gebäudes getrennt worden waren. Vom Palais blieben lediglich geringe Reste des Erdgeschosses der Straßenfront stehen.

### Neubau 2011 bis 2014
Im September 2011 wurde der Grundstein für den Neubau des Winterpalais gelegt, das seit 29. März 2014 die Stadtbibliothek Heinrich Heine, die bis dahin im benachbarten Orangenhaus der Orangerie Gotha untergebracht war, beherbergt. Das Palais wurde, unter Einbeziehung der erhalten gebliebenen Reste des Originalgebäudes, äußerlich in seiner historischen Gestalt wiedererrichtet, wobei der Neubau mit dem benachbarten ehemaligen Hofgärtnerhaus (1773 durch Johann David Weidner errichtet) verbunden wurde. Die Gesamtbaukosten von insgesamt 5,7 Millionen Euro wurden zu 85 % durch Städtebaufördermittel finanziert. Das Innere des Neubaus ist entsprechend den Erfordernissen einer modernen Bibliothek schlicht und funktionell gestaltet. Die ursprünglich geplante Rekonstruktion des in der ersten Etage gelegenen Balkonzimmers nach historischen Vorlagen wurde nicht realisiert. Lediglich im Vestibül wurden die Decken nach historischem Vorbild mit klassizistischen Stuckverzierungen versehen. Anstelle des alten Seitenflügels am Philosophenweg erhielt das Winterpalais einen modernen Anbau, der nach Friede Springer als Friede-Springer-Haus benannt wurde. Er beherbergt neben Bibliotheksräumen auch einen nach dem Gothaer Autor und Bibliothekar Hanns Cibulka benannten Veranstaltungssaal. Der 2007 abgebrochene Dienerflügel des Palais von 1811 wurde nicht wiedererrichtet. Der vom Winterpalais und dem neuen Seitenflügel eingefasste Hof der nunmehrigen Stadtbibliothek ist nach der einstigen Bewohnerin des Palais, Herzogin Karoline Amalie, Karolinenhof benannt.

## Sonstiges
2009 machten die Gothaer Autoren Andreas M. Cramer und Ralph-Uwe Heinz in ihrem Bühnenstück Dar neunzschsde Gebordsdaach oder Dinner auf Goth’sch das Winterpalais zum angeblichen Ursprungsort des Dinner for One. In der Vorrede zu ihrer Mundart-Adaption des Silvesterklassikers wird behauptet, dass die Herzoginwitwe Karoline Amalie (bei ihnen Sophie Karoline Amalie, kurz Herzogin Sophie) hier seinerzeit ihre Geburtstage im Kreise ihrer vier längst verstorbenen, prominenten Freunde feierte, wobei jene von ihrem Diener vertreten wurden. Die Anekdote von diesem seltsamen Geburtstagsritual sei 1845 nach dem Besuch Prinz Alberts von Sachsen-Coburg und Gotha, des Lieblingsenkels der Herzoginwitwe, nach Großbritannien gekommen, wo sie der Theaterautor Lauri Wylie in den 1930er-Jahren wiederentdeckte und als Dinner for One für die Bühne adaptierte. Die augenzwinkernde Mischung realer Namen, Orte und Ereignisse mit fiktiven Begebenheiten lässt das Palais zum „Ursprungsort“ des berühmten Dinners werden.